# 대한민국 상법 제407조
대한민국 상법 제407조는 직무집행정지, 직무대행자선임에 대한 상법 회사법의 조문이다.

## 조문
제407조 (직무집행정지, 직무대행자선임) (1) 이사선임결의의 무효나 취소 또는 이사해임의 소가 제기된 경우에는 법원은 당사자의 신청에 의하여 가처분으로써 이사의 직무집행을 정지할 수 있고 또는 직무대행자를 선임할 수 있다. 급박한 사정이 있는 때에는 본안 소송의 제기전에도 그 처분을 할 수 있다.
(2) 법원은 당사자의 신청에 의하여 전항의 가처분을 변경 또는 취소할 수 있다.
(3) 전2항의 처분이 있는 때에는 본점과 지점의 소재지에서 그 등기를 하여야 한다.

## 판례
- 직무대행자를 선임하면 이사의 직무집행이 정지됨은 물론, 직무집행이 정지된 이사가 사임하고 후임의 정식이사가 선임되었다고 하더라도 이러한 사유만으로 당연히 가처분의 효력이 소멸하는 것이 아니므로 가처분이의신청에 의하여 가처분이 취소되어야만 가처분의 효력이 소멸하는 것이 아니다. 따라서, 가처분의 효력이 소멸되기 이전에 새로이 선임된 대표이사는 가처분의 효력이 소멸되기까지 대표권을 행사하지 못하며 상대방이 선의라도 유효를 주장하지 못한다[1]

- 직무대행자가 정기주주총회를 소집함에 있어서도 그 안건에 이사회의 구성 자체를 변경하는 행위나 상법 제374조의 특별결의사항에 해당하는 행위 등 회사의 경영 및 지배에 영향을 미칠 수 있는 것이 포함되어 있다면 그 안건의 범위에서 정기총회의 소집이 상무에 속하지 않는다[2]

## 참고 문헌
- [%B1%E2%B0%ED 주간무역 2012/12/04 성상희의 기업법률 - 경영권 분쟁과 임시주주총회 소집 ]

## 같이 보기
- 이사직무집행정지가처분
- 직무대행자선임가처분
- 대한민국 상법 제408조